# TV Cachoeira
TV Cachoeira é uma emissora de televisão brasileira sediada em Cachoeira do Sul, cidade do estado do Rio Grande do Sul. Opera nos canais 11 VHF e 46 UHF digital, e é uma emissora própria da TV Novo Tempo, sendo utilizada como geradora da sua programção para a maior parte do território nacional. Seus estúdios estão localizados no centro da cidade, e seus transmissores estão no bairro Poço Comprido.

## História
O canal 11 de Cachoeira do Sul entrou no ar em 1987, com o nome TV Pampa Centro, retransmitindo a programação da Rede Manchete. Já pertenceu à Rede Pampa de Comunicação nos anos 1990, sendo afiliada à Rede Bandeirantes. Até meados de 2011 retransmitiu a programação da TV Shop Tour.
Em 2011, a TV Cachoeira tornou-se emissora própria e geradora da TV Novo Tempo. Em 2015, a emissora estreou o telejornal NT Sul, veiculado de segunda à sexta, ao meio-dia.
Em 4 de novembro de 2017, estreou o NT Sul Mais, com exibição aos sábados, às 23h, apresentando discussões da semana através de reportagens especiais e entrevistas.
Em 16 de abril de 2019, a apresentadora Dárcie Visan e o repórter João Paulo Ferreira deixaram o comando dos programas NT Sul e NT Sul Mais.